# أوليفر جيمس ويلكوكس
أوليفر جيمس ويلكوكس هو سياسي كندي، ولد في 1 سبتمبر 1869، وتوفي في 2 ديسمبر 1917. انتخب عضو مجلس العموم الكندي.